# Переэкзаменовка (картина)
«Переэкзаменовка» — картина художника Фёдора Решетникова, созданная в 1954 году.
Картина является заключительной частью художественной трилогии Решетникова после картин «Прибыл на каникулы» (1948) и «Опять двойка» (1952).
Она не приобрела такой известности, как первые две, поскольку находилась в частном владении, а затем была вывезена в США, где хранилась у торговца предметами искусства во Флориде; позже её выкупил на аукционе и возвратил в Россию российский арт-фонд семьи Филатовых, ныне — фонд Art Russe).
Картина находилась в постоянной экспозиции Горловского художественного музея.

## Сюжет
На картине изображён школьник в сельском доме за столом перед раскрытой книгой и тетрадью. В окно видны дети, играющие с мячом; двое из них зовут главного героя присоединиться к игре. Судя по всему, действие картины происходит во время летних каникул, но герой картины вынужден готовиться к переэкзаменовке.

## Интересные детали
- На стене дома висит репродукция картины «Опять двойка».
- Для главного персонажа художнику позировал тот же мальчик, что и для картины «Опять двойка»[3] — сын известного художника Густава Клуциса, репрессированного и расстрелянного в 1938 году[5]. Семья Клуциса жила по соседству с Решетниковым, в том же доме.